# Cui bono
"Cui bono" (/kwiː ˈboʊnoʊ/, 누구에게 이익이 돌아가는가)는 현대에 와서도 법률과 수사학에서 쓰이는 라틴어로 된 질문으로 누가 범죄의 동기가 있을 만한지 찾아내는 질문이다. 숨은 동기를 시사하거나 책임이 있는 사람이 반드시 처음에 나타나지는 않는다는 말로 쓰이는 격언이다.
이 어구는 배여격 구조를 지닌다. 또한 "cui prodest" ("누가 이익을 도모하는가")이라는 말로 바뀌기도 한다.
일반적으로 이 어구는 범죄를 저지른 사람은 주로 금전적 이득을 추구하는 사람들일 것이라 암시한다. 희생양에게 관심이 돌려지는 등 이익을 얻는 사람은 항상 분명하지 않을 수 있다.
로마의 연설가이자 원로 정치인인 마르쿠스 툴리우스 키케로는 그의 연설 프로 로스키오 아메리노 84번째 부분에서 "cui bono"란 표현이 로마의 재판관인 루키우스 카시우스 롱기누스 라빌라가 만든 것이라 언급했다.
L. Cassius ille quem populus Romanus verissimum et sapientissimum iudicem putabat identidem in causis quaerere solebat, "cui bono fuisset?"
로마 사람들이 매우 정직하고 현명한 재판관으로 평가했던 루키우스 카시우스는 "누구에게 이익이 돌아가는가?"라는 질문을 습관적으로 하였다.

키케로는 이 어구의 용도의 다른 예로 프로 밀로네에서 밀로에 대한 그의 변호로도 활용하였다. 시세로는 심지어 카시우스에게 이 말을 인용하였다. "카시우스의 격언을 적용해보라".
공식조직의 1962년의 책에서 미국의 사회학자 피터 블라우는 "cui bono"의 개념을 기관들을 이익을 소유자와 구성원, 특정 다수 그리고 일반 사회가 보는지에 따라 구별하는 데에 사용하였다

## 같이 보기
- 밀그램 실험
- 본격추리물